# Sancho Girón de Narváez
Sancho Girón de Narváez, II Marqués de Sofraga (Talavera de la Reina, c. 1596 - mediados del s.XVII), fue un aristócrata y magistrado español Caballero de la Orden de Alcántara, que ocupó cargos de gobierno en el Nuevo Reino de Granada.

## Biografía
Hijo de Juan de Salcedo Girón, caballero de la Orden de Santiago, y de María de Narváez Carvajal. En 1608, se le hizo merced de un hábito de la Orden de Alcántara y por ello, comendador de la Peraleda. A la muerte de su tío Fernando Girón, fue elegido para sucederle como marqués de Sofraga.
Durante el reinado de Felipe III, sirvió en los ejércitos de Flandes y en 1623, fue nombrado corregidor de Segovia, oficio que ocupó hasta 1627. Dos años más tarde, fue nombrado gobernador y capitán general del nuevo reino de Granada y presidente de la Real Audiencia de Santa Fe, llegando a ocupar su cargo en la ciudad de Santa Fe el 1 de febrero de 1630.
Durante su gobierno, tuvo una serie de desencuentros con el arzobispo Bernardino de Almansa. Por otro lado, promocionó la pacificación con los indios carares y se ocupó en tasar el tributo de los naturales para eliminar su servicio personal. Tras siete años de gobierno le substituyó Martín de Saavedra Galindo de Guzmán el 4 de octubre de 1637. Fue acusado por corrupción, por el delito de cohechos, por lo que fue condenado en España.
| Predecesor: Juan de Borja y Armendia | Presidente de la Real Audiencia de Santa Fe de Bogotá 1630-1637 | Sucesor: Martín de Saavedra Galindo de Guzmán |